# François Romain Werro
François Romain Werro (Fribourg, 24 juli 1796 - aldaar, 23 november 1876) was een Zwitsers gematigd conservatief politicus uit het kanton Fribourg.

## Biografie
François Romain Werro was een zoon van Charles Joseph Werro. Hij was ongehuwd en studeerde rechten in Den Haag en in Heidelberg. Van 1822 tot 1830 en van 1834 tot 1845 zetelde hij in de Grote Raad van Fribourg. Tussen 1826 en 1829 was hij vicekanselier en vervolgens van 1829 tot 1846 kanselier van het kanton Fribourg. Hij verzette zich tegen de Sonderbund. Van 1846 tot 1856 trok hij zich terug uit het politieke leven en verbleef hij in Vevey. Van 1856 tot 1863 zetelde hij opnieuw in de Grote Raad. Tussen 1857 en 1858 was hij tevens lid van de Staatsraad van Fribourg, waarbinnen hij bevoegd was voor het departement Erediensten. Zo regelde hij onder meer het beheer van de goederen van de geestelijkheid. Van 5 juli 1858 tot 1 mei 1860 was hij lid van de Kantonsraad. Werro gold als een gematigde conseratief.

## Werken
- (fr)  Une opinion sur la peine de mort, 1863.